# جون لونش (سياسي)
جون لونش (بالإنجليزية: John Lynch)‏ هو صحفي وسياسي أمريكي، ولد في 18 فبراير 1825 في بورتلاند في الولايات المتحدة، وتوفي بنفس المكان في 21 يوليو 1892. حزبياً، نشط في الحزب الجمهوري. وقد انتخب عضو مجلس نواب مين وانتخب عضو مجلس النواب الأمريكي.